# El Sabinal, Socoltenango
El Sabinal är en ort i Mexiko.   Den ligger i kommunen Socoltenango och delstaten Chiapas, i den sydöstra delen av landet, 800 km sydost om huvudstaden Mexico City. El Sabinal ligger 626 meter över havet och antalet invånare är 261.
Terrängen runt El Sabinal är kuperad åt nordost, men åt sydväst är den platt. Runt El Sabinal är det ganska glesbefolkat, med 35 invånare per kvadratkilometer. Närmaste större samhälle är Comitán, 17,6 km öster om El Sabinal. Omgivningarna runt El Sabinal är en mosaik av jordbruksmark och naturlig växtlighet.